# Javier Arcenillas
Javier Arcenillas Pérez (Bilbao, 1973) es fotoperiodista y docente en la Escuela PIC.A de Alcobendas (Madrid). Es ganador del Annual Art Press Award en 1997 y del World Press Photo 2018 en la categoría de proyectos de largo recorrido.

## Estudios y trabajo
Descubre la fotografía de adolescente, y estudia Dirección de fotografía y Realización en la Escuela de Cine de la Comunidad de Madrid. Más tarde estudia Psicología en la Universidad Complutense y también dedica algunos años a la carrera militar. Trabajó también para Marca y Diario 16.
En 1997 gana el Annual Art Press Award de la Sociedad de la Prensa del Arte Estadounidense, por sus fotografías del Ballet Nacional de España.
Viaja a India, en 2003, donde pasa por las casas de acogida y morideros de las misioneras de la caridad en Calcuta, todavía sin idea de realizar ningún proyecto fotográfico, pero donde, fruto de los meses que pasó allí, nace su primer trabajo fotográfico Kingdom Charity’.
En 2006, realizó su primer viaje a Guatemala, donde colabora con la ONG Médicos del Mundo, del cual nació su primer fotolibro ‘City Hope‘ (Ciudad esperanza), con las fotos tomadas entre 2006 y 2007 en sus viajes a Guatemala, República Dominicana, Honduras, Nicaragua, Haití y El Salvador, donde denunciaba las condiciones en las que viven las personas que recolectan basura y que viven en asentamientos de chabolas junto a estos vertederos.
En el año 2009, vuelve de nuevo a Guatemala, donde pudo trabajar unos meses en el ‘Periódico de Guatemala‘. Allí realizó todo tipo de fotos, pero sobre todo fotografía de crímenes. Esto fue el comienzo de su proyecto fotográfico personal sobre la violencia, en el que ha estado embarcado durante una década y que luego le ha valido el premio World Press Photo.
Junto a Cristina de Middel, documenta un proyecto de Médicos Sin Fronteras en la frontera de Myanmar y Bangladés, en 2009, donde se sitúa un campo de refugiados ilegal donde permanecen refugiadas unas 12.000 personas de la etnia Rohingya en contraposición al resort turístico a pocos kilómetros de allí.
En 2010 sigue trabajando la ficción, fotografiando en torno al fenómeno OVNI. Esto será el comienzo de Ufo Presences, que le lleva siete años terminar de editar, pues se reembarcó de nuevo en su proyecto sobre los sicarios.
En 2012, viaja a Honduras, donde durante cuatro años sigue trabajando sobre la violencia.
Al terminar el proyecto de las notas rojas, ‘RedNote‘, dio por concluido su trabajo en Honduras y en 2014, se trasladó a El Salvador, país más violento del mundo ese año, para empezar su proyecto ‘GangBorder‘, al que le dedicó cuatro años, hasta 2018.
En 2018, con sus fotografías sobre la violencia, ganó el Premio World Press Photo en la categoría de proyectos de largo recorrido.

## Trayectoria artística

### Premios y reconocimientos
- 1997. Annual Art Press Award de la Sociedad de la Prensa del Arte Estadounidense.[3]
- 2007. Premio Ciudad de Alcalá de Fotografía por la colección “Lectura de café”
- 2018. World Press Photo, en la categoría de proyectos de largo recorrido.

### Libros publicados
- 2008. City Hope= Ciudad Esperanza, 2007. ISBN: 978-84-612-1246-0
- 2010. Welcome, 2010. ISBN: 978-84-614-1175-7 con fotografías del trabajo con Cristina de Middel en Bangladés y Myanmar.
- 2017. Ufo Presences. 2017. ISBN: 978-8417047283